# Verónica das Dores

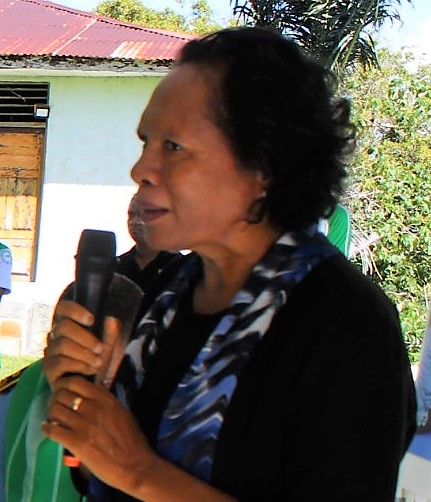
Verónica das Dores (2022)

Verónica das Dores ist eine osttimoresische Beamtin und Politikerin.
Bereits 2003 arbeitete Dores bei der Veteranenvereinigung der Behörde für Arbeit und Solidarität, später beim Nachfolger der Behörde, dem Sozialministerium Osttimors. Spätestens seit 2018 war sie im Ministerium Generaldirektorin des Nationalen Rehabilitationszentrums (tetum Sentru Nasionál Reabilitasaun, portugiesisch Centro Nacional Rehabilitação CNR).
Am 1. Juli 2023 wurde Dores in der IX. Regierung von Premierminister Xanana Gusmão zur Ministerin für soziale Solidarität und Inklusion (MSSI) vereidigt.